# Plebiscyt Przeglądu Sportowego 1985
51. Plebiscyt Przeglądu Sportowego na najlepszego sportowca Polski zorganizowano w 1985 roku.

## Wyniki
1. Lech Piasecki - kolarstwo (654 774 pkt.)
2. Andrzej Grubba - tenis stołowy (472 428)
3. Barbara Kotowska - pięciobój (465 713)
4. Wacław Nycz - sporty lotnicze (411 414)
5. Bogdan Daras - zapasy (314 885)
6. Zbigniew Boniek - piłka nożna (294 285)
7. Dariusz Dziekanowski - piłka nożna (156 314)
8. Agnieszka Brustman - szachy (151 750)
9. Bogusława Olechnowicz - judo (141 765)
10. Józef Młynarczyk - piłka nożna (94 263)